# Bellvitge
Bellvitge es un barrio del Hospitalet de Llobregat, en el área metropolitana de Barcelona, España. Está clasificado territorialmente dentro del Distrito VI, juntamente con el Gornal.
Bellvitge está situado a una altitud de 4 a 8 metros sobre el nivel del mar, estando delimitado por la autovía de Castelldefels (C31), las vías del tren de la línea de Vilanova y del aeropuerto,  la Travesía Industrial y la calle Feixa Llarga de Hospitalet de Llobregat. Limita por el oeste y sur con las ciudades de Cornellá de Llobregat y El Prat de Llobregat, por el este y sur con los barrios de El Gornal y de Granvia Sud de l'Hospitalet y la ciudad de Barcelona, por el norte con la zona industrial y el barrio de El Centre de l'Hospitalet.

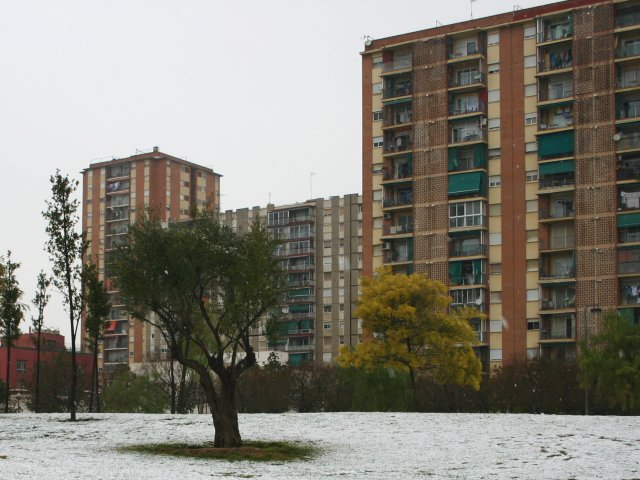
Bellvitge nevado

## Población
Actualmente (datos del padrón a 31 de diciembre del 2008) Bellvitge alberga sobre una superficie de 0,73 km² una población de 26.244 habitantes lo cual resulta en un densidad demográfica de 36.002 hab/km².
En los últimos 25 años Bellvitge ha ido perdiendo población gradualmente, siendo el barrio de Hospitalet que en términos absolutos ha perdido más habitantes.

## Historia
El territorio que actualmente ocupa el barrio de Bellvitge era una zona destinada a la agricultura de regadío, muy productiva gracias a las fértiles tierras, con predominio de huertas. Se caracterizaba también por los desbordamientos del río Llobregat y por las catastróficas inundaciones que se producían, que creaban estanques de lodo y agua que con el tiempo eran focos de epidemias y de malaria.
Aun así, los primeros indicios de que el lugar estaba habitado se remontan a los siglos X y XI, entre los cuales se fecha la construcción de la ermita de Bellvitge, situada a unos dos km al sur del entonces pequeño pueblo de Hospitalet, que hoy constituye el casco antiguo de la ciudad. Teniéndose como primera referencia escrita de la ermita, unos archivos datados del ocho de mayo de 1057, siendo Ramón Berenguer I Condado de Barcelona.

### Etimología
Caben diversas hipótesis sobre el origen del vocablo Bellvitge.
Proviene del nombre visigótico Amaluigia, propietaria de un canal de riego citado en un documento del año 995. El canal parece ser que sería más bien para desembozar las aguas al río y no para traerlas, ya que el terreno eran marismas. El término Amalvigia se transformó en catalán en Amalvitja, y posteriormente en Malvitja, Bellvitja y Benvitge. El cambio se produjo seguramente por motivos eufemísticos, pues se asociaba la primera parte del antropotopónimo original con el adjetivo "mal", de significado negativo, y sonaba mejor "Bell" o "Ben" que "Mal", más teniendo en cuenta que ya existía la capilla, primeramente en una masía: "El manso de Malvige", citado en escritura de 1057 y posteriormente la ermita. Finalmente quedó en Bellvitge. El folklore popular habla de leyendas, poemas, gozos en los que aparece el nombre como derivado de "Bell viatge", lo cierto es que esa transformación fue posterior.

### El Barrio, la lucha

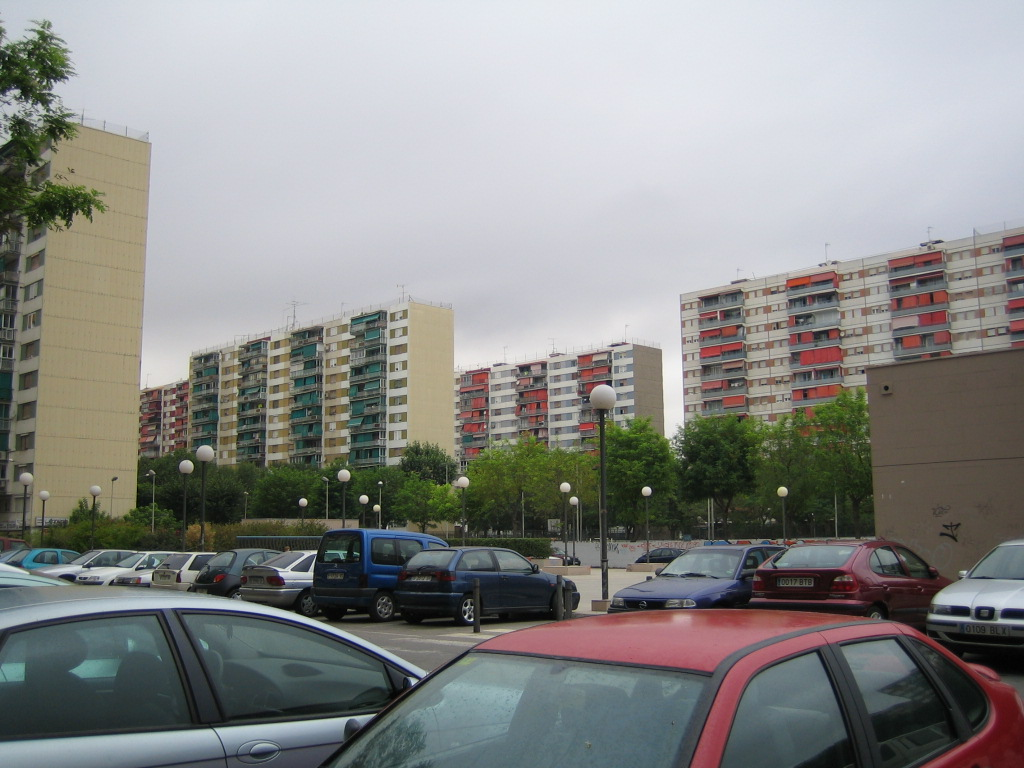
Edificios de Bellvitge

En verano de 1964 la empresa Inmobiliaria Ciudad Condal (ICC) a través de Cedisa, participada por Aiscondel en el 50%, inició la construcción del barrio tal y como es hoy en día junto a la ermita, en unos terrenos que había comprado previamente a los campesinos de la zona.
La construcción del polígono, que fue concebido como una zona residencial, se englobó en un marco de actuaciones que se llevaron a cabo para albergar y ofrecer viviendas a la ingente cantidad de inmigrantes procedentes del resto de España - más de 126.000 personas en 1964 - que venían a Cataluña en busca de trabajo.
Las primeras construcciones se levantaron junto a la ermita, iniciándose en la Avenida Nuestra Señora de Bellvitge, donde se instaló la fábrica de prefabricados de Cidesa y extendiéndose por toda la parte sur: calle Ermita y calle Prado. Posteriormente, en 1968 se procedió a la edificación de los terrenos de la parte norte: Avenida Europa y Avenida América. lo último que se urbanizó fue la parte central de la Rambla de la Marina.
Los primeros problemas empezaron a surgir entre los recién llegados y ICC, debido a que no dotaba al barrio de los equipamientos previstos en el Plan Parcial, estando más interesadas las constructoras en edificar cuantos más bloques y más rápido mejor. Así pues no eran extraños los problemas en el alumbrado, en el pavimento de las aceras (cuando no inexistente), falta de colegios y zonas verdes y en comunicaciones insuficientes con el resto de Hospitalet y con Barcelona. Además a estas deficiencias se les sumaban las tradicionales subidas del río Llobregat.
No siendo suficientes los problemas de habitabilidad del barrio las constructoras se lanzaron en una carrera especuladora en la que modificaron repetidas veces el Plan Parcial y aumentaron repetidas veces la densidad de viviendas, pasando así de un proyecto inicial de zona residencial a un proyecto de construcción del barrio dormitorio más grande de toda Europa y de mayor densidad demográfica.
Los vecinos decidieron por lo tanto organizarse y formar asociaciones de vecinos y diversas plataformas para hacerse oír ante las autoridades competentes, tanto del Ayuntamiento de Hospitalet de Llobregat, como del Ministerio de Vivienda de la época.
Se llevaron a cabo diversas acciones de protesta la primera de ellas fue la realización de un túnel por debajo de la Gran Vía para poderla cruzar sin peligro. Se realizaron protestas, manifestaciones y algún encierro por temas como la sanidad o las escuelas, la higiene... pero las más conocidas y destacadas  son las que se realizaron entre 1973 y 1976 y bajo el lema "No más bloques", en las que los mismos vecinos paralizaron las obras de nuevos edificios que fueron respondidas con cargas policiales, denuncias y amenazas por parte de las constructoras. Así hasta que finalmente una sentencia del Tribunal Supremo ordenó el cese de toda construcción en Bellvitge (1976).
En estos últimos años se han hecho muchas mejoras: la llegada del metro, inauguración de un segundo mercado, la transformación de la Rambla Marina y de la Travesía Industrial, construcción de dos aparcamientos subterráneos y del parque de Bellvitge. En los años 90 se construyó el polideportivo Sergio Manzano y en 1992 se abrió el campus universitario de la  Universidad de Barcelona en Bellvitge.
Aprovechando el entorno donde se encuentran dos hospitales de referencia (Hospital oncológico Durans i Reynals y el Hospital Universitario de Bellvitge), el Instituto de Investigación Biomédica de Bellvitge y la facultad de medicina, en el 2008 nace el proyecto BiopoL'H, que pretende convertir este barrio en un referente europeo en términos de I+D+i biosanitario.

## Morfología urbana
El barrio de Bellvitge forma parte del último período de polígonos de vivienda masiva (1965-75). Estos conjuntos están formados por grupos de “viviendas construidos de forma unitaria y ordenados en bloques lineales y/o torres en altura, que responden a un tipo de edificación repetitiva y muy homogénea que configuran una imagen estereotipada de la periferia moderna de nuestras ciudades”. En tan sólo 10 años, se construyeron unas 9.780 viviendas que llegaron a albergar a unas 32.000 personas de los movimientos migratorios.

### Escala urbana
Bellvitge, con 159 viviendas por hectárea, forma parte de los conjuntos habitacionales considerados de “densidad alta, aquellos que superan las 150 viviendas/ha” . El barrio de 61,5 hectáreas está formado por 9.780 viviendas, siendo uno de los polígonos de vivienda más grandes de Cataluña.
Sin embargo, es muy importante reconocer el papel de la movilización vecinal en la densidad resultante actual, dado que paralizaron la construcción de varios bloques y torres que si se hubiesen construido según el proyecto, hubiesen supuesto unas 3.000 viviendas más y una densidad de 186,40 viviendas/ha. Estas paralizaciones se reflejan el vacío dejado por los bloques y torres que no se construyeron y que dan lugar a los espacios verdes del barrio.

### Estructura del barrio
En Bellvitge la red viaria se define a partir de la división del polígono en dos mitades, mediante un potente eje central desdoblado, la Rambla Marina, y el diseño de una vía de circunvalación perimetral. Este esquema cuando se implanta en el originario territorio agrícola, mantiene las principales trazas de los antiguos caminos y rieras transformadas en avenidas estructurales del barrio, como la Rambla Marina.

### Industrialización de la edificación
Una de las características que identifican el barrio de Bellvitge es la utilización de sistemas industrializados en la producción de las viviendas donde el rendimiento era la pauta.
Estas viviendas, 50 años después, muestran un buen estado de conservación a nivel estructural. Aun así, a nivel de edificio han sido sometidas a operaciones de mantenimiento de fachada marcadas por el bajo coste de la intervención por encima de la adecuación de las soluciones adoptadas a las problemáticas reales de los edificios como son la corrosión de las armaduras y la ausencia de aislamiento térmico.

## Ermita de Bellvitge

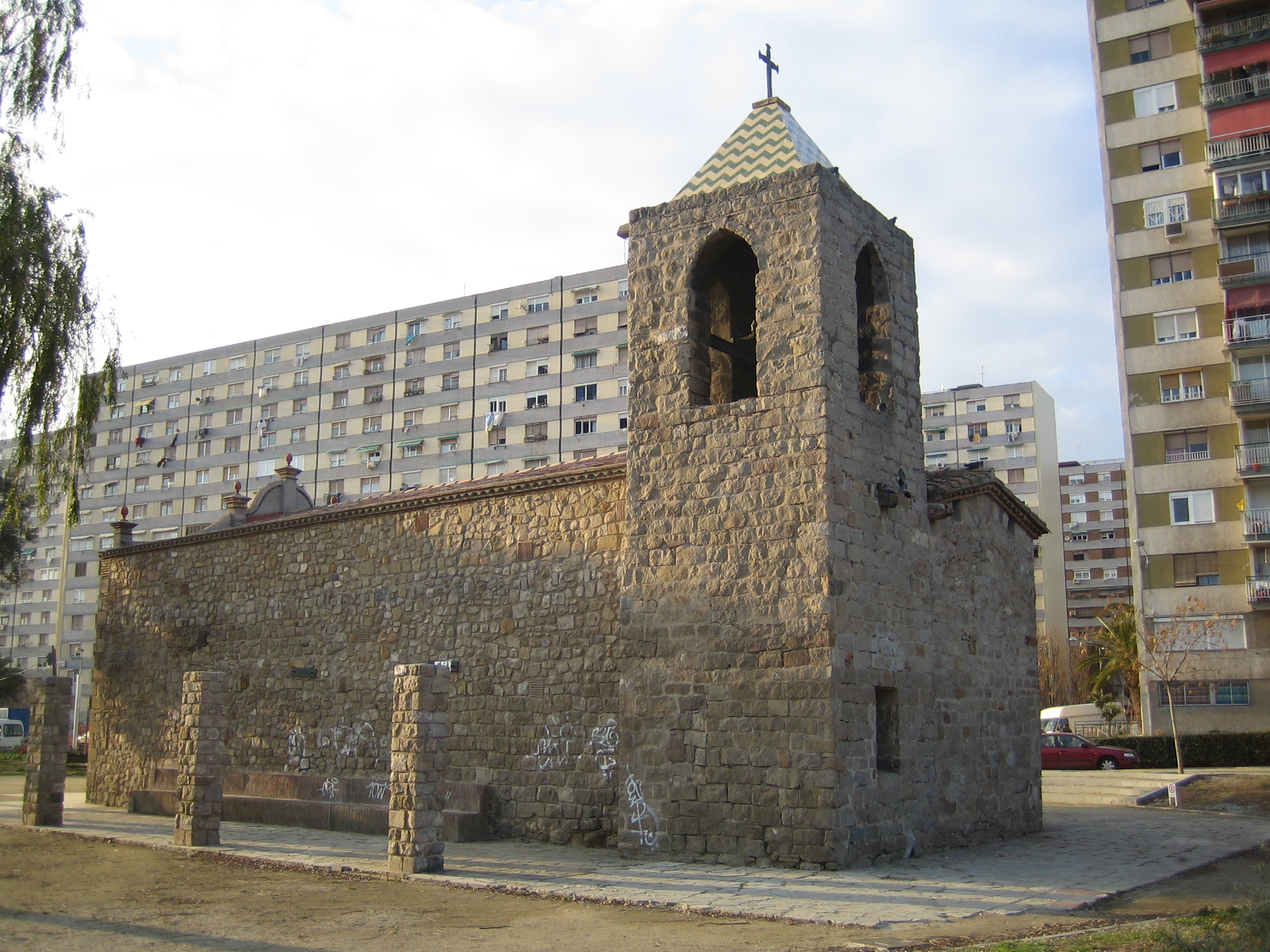
Ermita de Bellvitge.

La ermita de Bellvitge se puede definir como el edificio más emblemático del barrio. Contándose que fue construida cuando un mozo de una de las masías de la zona observó como un buey cavaba en la tierra, siempre en el mismo lugar. Finalmente el mozo decidió mirar en ese lugar y encontró una imagen de la Virgen, llevándosela a la iglesia del pueblo (Hospitalet). Cada vez que se llevaban la imagen esta volvía al mismo lugar. Así pues, fue allí donde se decidió construir la ermita.
Su fecha de construcción se calcula hacia el año 1050 aproximadamente, situada en el camino que comunicaba Valencia y Barcelona, en el delta del Llobregat - el cual con el paso de los siglos se ha ido desplazando.
Durante mucho tiempo la ermita ha sido un punto de encuentro y recreo para la gente de las masías cercanas, siéndolo actualmente para las personas que habitan el barrio y en donde se celebran reuniones tanto culturales como festivas.
La actual ermita es una reconstrucción hecha en torno al año 1717. Se han encontrado en sus proximidades restos humanos que datan del siglo XI, entre ellos un niño, que corresponden a la época de la ermita original.

### Otros edificios representativos delbarrio
- Hospital de Bellvitge
- Hotel Hesperia Tower
- Campus de ciéncias de la salut (UB)
- Club Infantil i Juvenil Bellvitge

## Transportes y movilidad
Bellvitge es un barrio que al estar situado a la entrada de Barcelona, y después de muchos años de luchas vecinales, se beneficia actualmente de una buena comunicación tanto con el resto de Hospitalet como con las localidades colindantes que conforman el área metropolitana.
Fundamentalmente dispone de dos estaciones de metro Bellvitge y Hospital de Bellvitge de la línea 1 del Metro de Barcelona. Además dispone de una estación de las líneas 2 y 10 de Cercanías Barcelona de RENFE, así como diversas líneas de autobuses urbanos, tanto diurnos como nocturnos.

## Fiestas
Desde mucho antes de edificar el barrio, se celebraban romerías, fiestas y "aplecs" en la ermita, en diferentes conmemoraciones como el Lunes de Pascua, o la del 8 de septiembre, día de "les Mares de Déu trobades" de las que Santa María de Bellvitge es una.
La fiesta mayor es en septiembre, alrededor del día 8, finaliza el calendario festivo de la ciudad y marca el inicio del nuevo curso después del periodo estival, siendo las fiestas de mayor duración de todos los distritos de Hospitalet.

## Personajes famosos
- Xavi Fernández: Exjugador de baloncesto profesional
- Sebastián Herrera: Exjugador profesional de fútbol
- Albert Lopo: Exjugador profesional de fútbol
- Dani Flaco: Cantautor
- Ramón Fernández Jurado: (1914-1984) Militar republicano represaliado por el franquismo, ebanista, dirigente obrero, maestro y poeta. "Catalán de origen andaluz", como él mismo se definía.

## Galería de imágenes

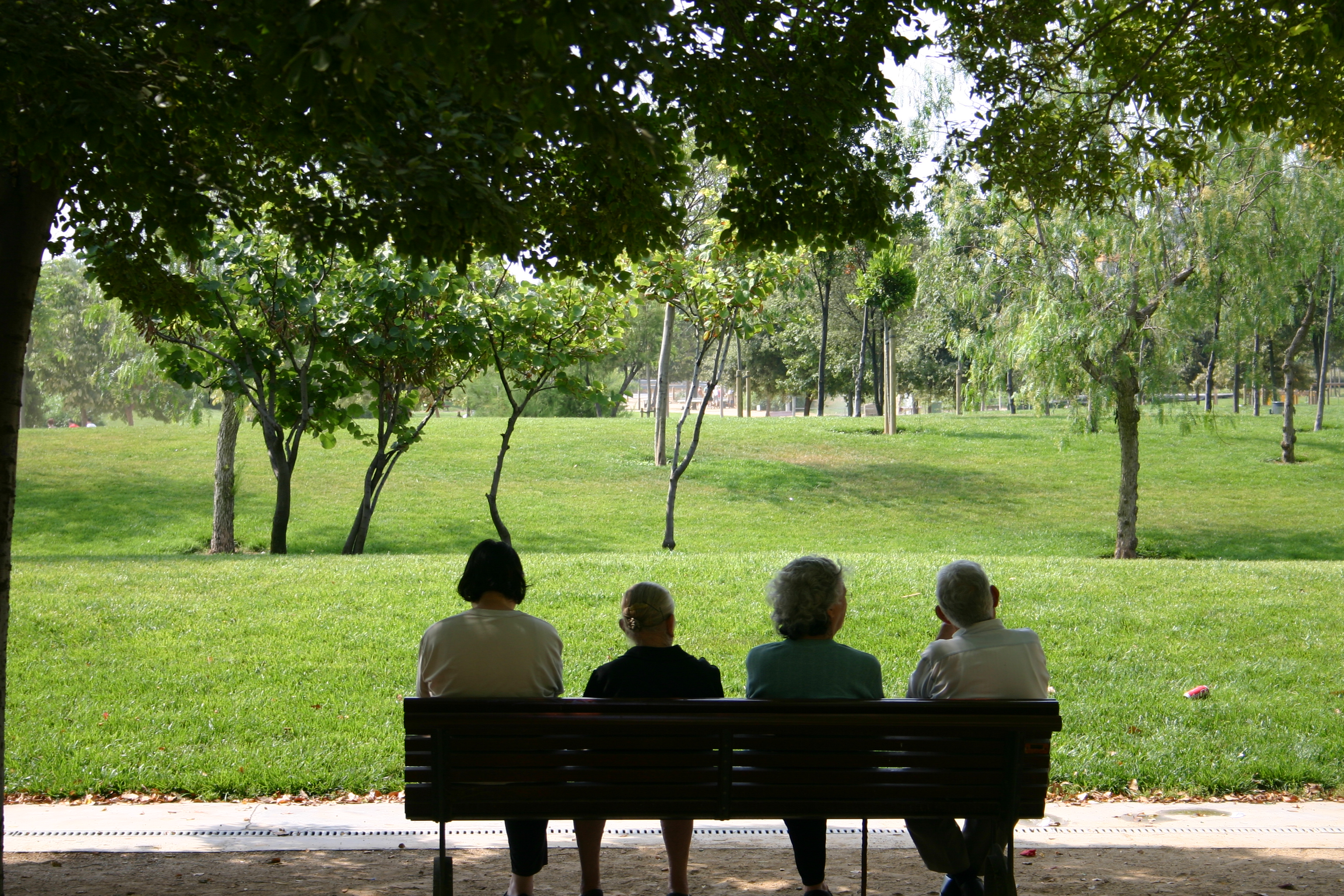
Gente mayor descansando frente al parque junto la Gran vía
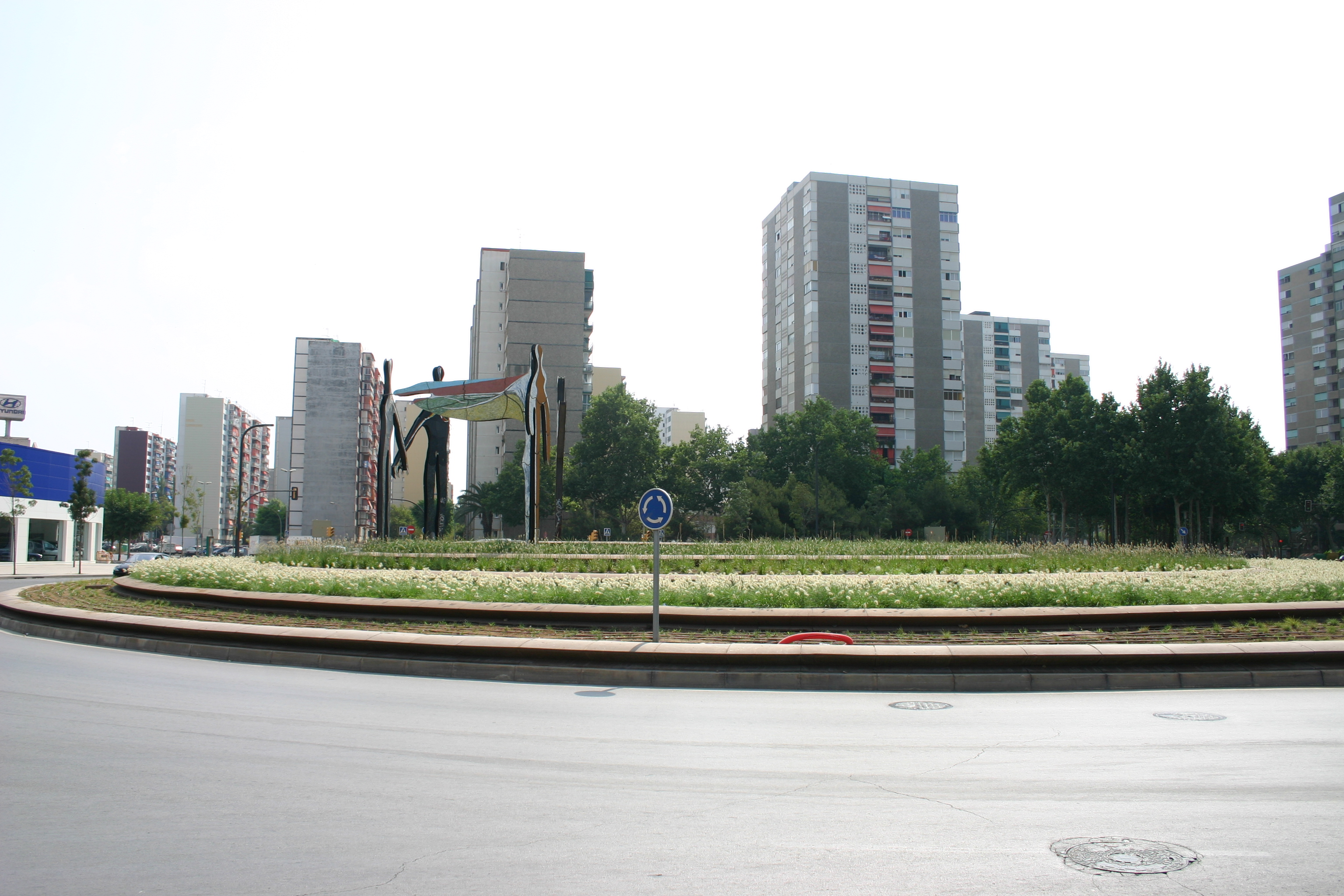
Rotonda de entrada a Bellvitge desde Hospitalet Centro
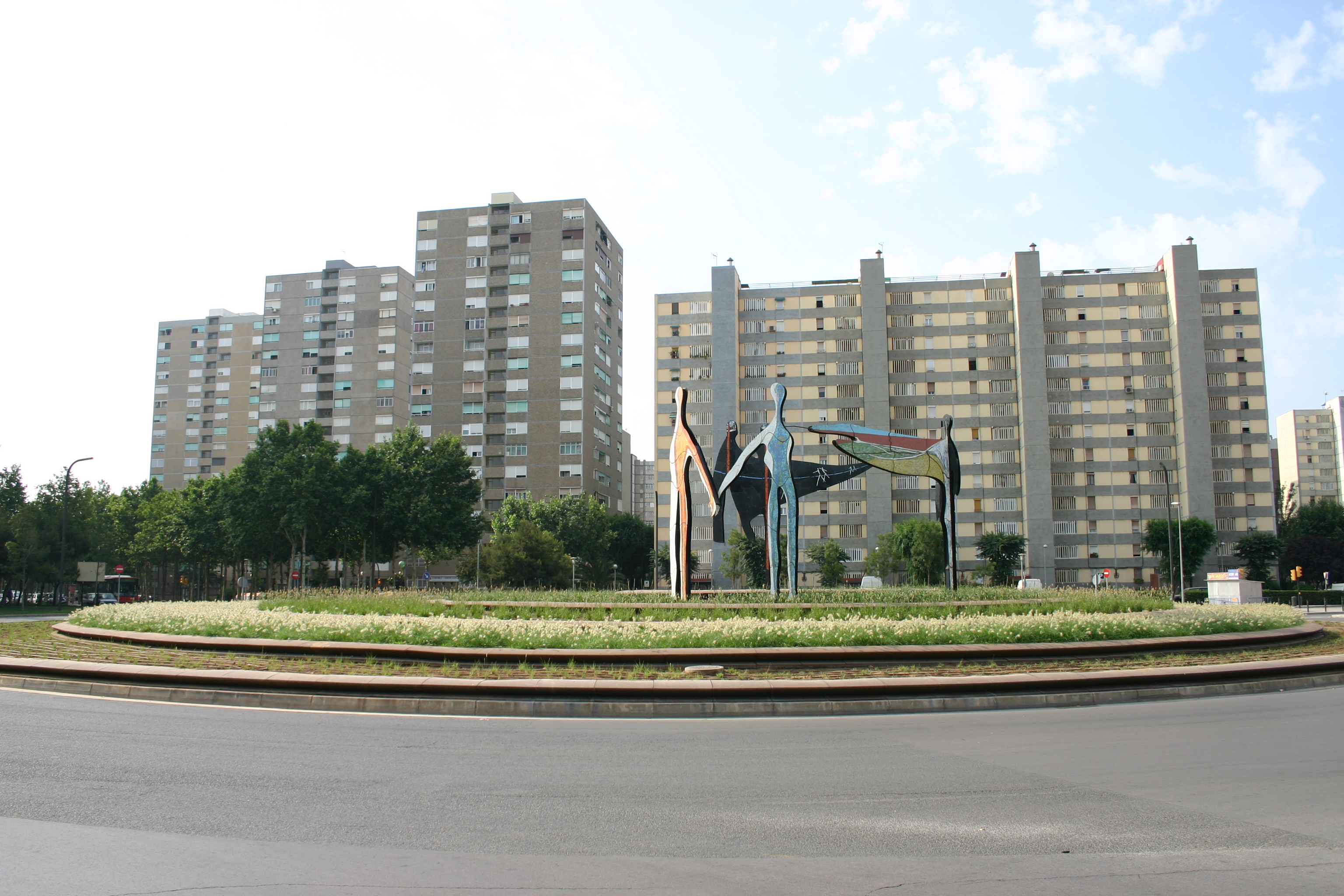
Rotonda de entrada a Bellvitge desde Hospitalet Centro
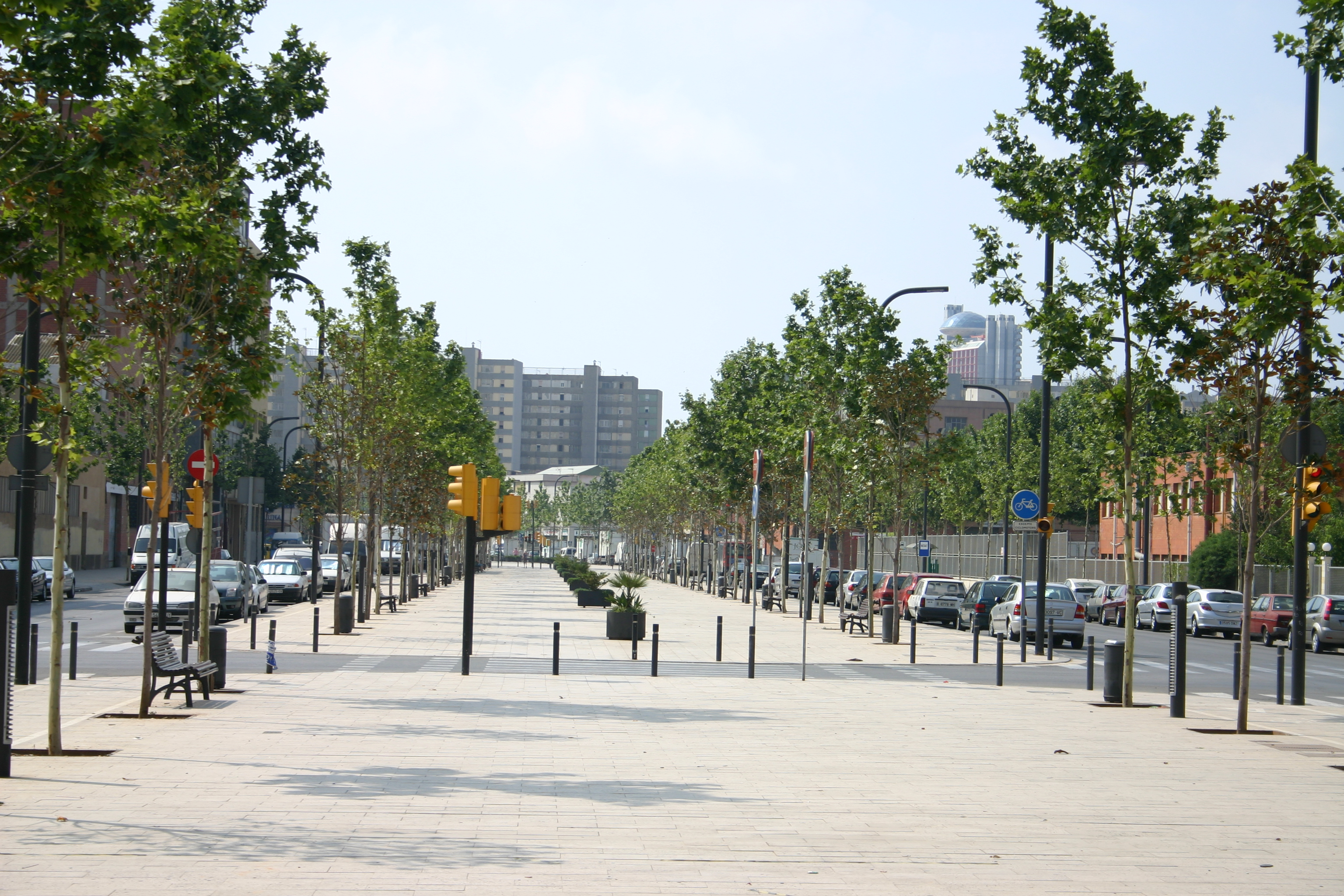
Paseo que une Bellvitge con Hospitalet Centro (Mirando hacia Bellvitge)